# Spreadbetting
Spreadbetting er en af flere forskellige typer væddemål på resultatet af en begivenhed, hvor gevinsten er baseret på graden af rigtigheden af satsningen, snarere end et simpelt "vind eller tab"-resultat, som man kender ved faste bookmaker-odds.
Spreadbetting går ud på at man ”better” på en forandring i markedsværdien af finansielle produkter. Enkelt udtrykt satser man penge på, om man tror, at en bestemt aktie eller råvare vil gå op – eller ned – i pris. Din gevinst eller dit tab modsvares af op- eller nedgangen i prisændring multipliceret med din indsats. Når du spreadbetter, betaler du ingen depotgebyr eller kurtage, da du ikke handler via en fondsmægler.
Spreadbetting har været et stort vækstmarked i England i de seneste år, og antallet af spillere i England alene er på vej mod en million. Spreadbetting indebærer en høj grad af risiko, med potentielle tab eller gevinster langt overstiger den oprindelige pengesatsning. I Storbritannien er spreadbetting- væddemål reguleret af Financial Services Authority, men betragtes dog alligevel som et væddemål, med deraf følgende skattefrihed på gevinsterne.
I Danmark er Spreadbetting relativt nyt og udbydes af få par selskaber.